# Thomas Pesquet
Thomas Pesquet Embaixador(a) da boa vontade da FAO (Rouen, 27 de fevereiro de 1978) é um astronauta francês, integrante da Agência Espacial Europeia.

## Carreira
Estudou na École nationale supérieure de l'aéronautique et de l'espace (Escola Nacional Superior de Aeronáutica e Espaço), em Toulouse, onde completou a sua graduação em engenharia aeronáutica. Posteriormente, trabalhou na Agência Espacial Francesa (CNES), como pesquisador na área de engenharia. Após um período profissional como engenheiro, passou a trabalhar na companhia aérea Air France como piloto de aviões Airbus A320.
Foi selecionado para o curso de astronauta da ESA em 20 de maio de 2009, tornando-se membro da terceira turma de astronautas da agência espacial, turma esta composta por seis integrantes, sendo dois da Itália (Luca Parmitano e Samantha Cristoforetti), um do Reino Unido (Timothy Peake), um da França (o próprio Pesquet), um da Alemanha (Alexander Gerst) e o primeiro astronauta da Dinamarca (Andreas Mogensen), formando-se como os demais em novembro de 2010. O mais novo da turma foi o último a ser lançado ao espaço.
Em julho de 2014, Pesquet serviu como aquanauta no laboratório submarino oceanográfico Aquarius, na Flórida, Estados Unidos, durante a missão NEEMO 18, da NASA. Foi ao espaço em 17 de novembro de 2016 a bordo da nave Soyuz MS-03, lançada de Baikonur para uma estadia de longa duração na ISS, integrando as Expedições 50 e 51. Durante a sua permanência no espaço, ele levou a cabo a missão europeia Proxima, uma série de 50 experiências científicas realizadas para a ESA e para a CNES, e fez duas caminhadas espaciais num total de mais de 12 horas fora na estação; retornou à Terra em 2 de junho de 2017, após 196 dias no espaço.

## Embaixador da Boa Vontade
Em 12 de abril de 2021, Thomas Pesquet foi nomeado Embaixador da Boa Vontade da Organização das Nações Unidas para a Alimentação e Agricultura.